# Wolters Kluwer
Wolters Kluwer este o companie din Olanda olandeză care oferă servicii de consultanță și produse IT. În anul 2005, cifra de afaceri a fost de 3,4 miliarde €, iar numărul de angajați, 18,400.